# ザ・ロウズ・オブ・ジャズ
『ザ・ロウズ・オブ・ジャズ』（The Laws of Jazz）は、アメリカ合衆国のジャズ・フルート奏者、ヒューバート・ロウズが1964年4月に録音、1965年にアトランティック・レコードから発表した初のスタジオ・アルバム。オリジナル盤のカタログ番号は「SD 1432」。

## 解説
若き日のチック・コリアが「アルマンド・コリア」名義でサイドマンを務めた。なお、ロウズとコリアはジュリアード音楽院の学友で、1961年より親交があった。
本作は、後にロバータ・フラックやベット・ミドラー等の作品を手がけるジョエル・ドーンの、プロデューサーとしての初仕事に当たり、ロウズによれば、コリア以外のサイドマンはドーンが人選したという。
スコット・ヤナウはオールミュージックにおいて「一部の音楽は少々ファンキーだが、全体的に言えば、ロウズは美しい形式を貫いている」と評している。
1994年に発売されたドイツ盤再発CDは、次作『フルート・バイ・ロウズ』との2 in 1という形となった。

## 収録曲
特記なき楽曲はヒューバート・ロウズ作曲。
1. ミス・シング - "Miss Thing" (Bobby Thomas) - 3:51
2. オール・ソウル - "All Soul" (Curtis Lewis) - 3:47
3. ブラック・アイド・ピーズ・アンド・ライス - "Black Eyed Peas and Rice" - 3:29
4. ベッシーズ・ブルース - "Bessie's Blues" - 6:16
5. アンド・ドント・ユー・フォーゲット・イット - "And Don't You Forget It" (B. Thomas) - 3:02
6. ビンビ・ブルー - "Bimbe Blue" - 8:03
7. ケイパーズ - "Capers" (Tom McIntosh) - 5:40

## 参加ミュージシャン
- ヒューバート・ロウズ - フルート、ピッコロ
- アルマンド・コリア - ピアノ
- リチャード・デイヴィス - ダブル・ベース
- ボビー・トーマス - ドラムス (on #1, #3, #6[1][2])
- ジミー・コブ - ドラムス(on #2, #4, #5, #7[1][2])